# Хумболтов пингвин
Хумболтовият пингвин (Spheniscus humboldti), наричан също перуански пингвин, е вид птица от семейство Пингвинови (Spheniscidae). Видът е световно застрашен, със статут Уязвим.

## Разпространение
Гнездят най-вече по скалисти брегове и в близост до скали. Населяват островите по западното крайбрежие на Южна Америка и крайбрежието на Перу и Чили. Те не мигрират, а предпочитат да живеят в умерените води през цялата година. Основната заплаха за тях е дейността на човека. Хумболтовият пингвин, подобно на галапагоския пингвин, е уязвим от смущенията в хранителната верига, причинени от силното течение Ел Ниньо.

## Описание и начин на живот
Хумболтовият пингвин е най-близък до магелановия пингвин. Двата вида могат лесно да бъдат объркани, тъй като териториите им често се припокриват. Възрастната птица има бяла окраска на гърдите, кафяво-черно оперение на гърба и главата, както и бяло петно, заобикалящо очите.
Използвайки своите крила като плавници, хумболтовият пингвин може да развива до 20 мили в час, в търсене на храна като малки риби и крил. Използва опашката и крайниците си, за да регулира движението си. Има отлично зрение, както на сушата, така и под водата.
Хумболтовият пингвин е социално животно, живеещо в сравнително големи колонии от близко разположени дупки. Колониите осигуряват колективна защита срещу хищниците като морелетници и чайки. Дупките осигуряват безопасност на гнездата и подпомагат регулирането на телесната температура на пингвините.
Хумболтовият пингвин може да се размножава по всяко време на годината, в зависимост от наличието на хранителни продукти. Полова зрялост достига между 2 и 7 години. Гнезди в пещери, пукнатини или дупки, а понякога и на скалисти брегове. Женските снасят едно, две или три яйца, които мътят и двамата родители около 40 дни. Малките са със сиво-кафяво оперение.
Хумболтовият пингвин достига 55 – 56 см и тегло 5 кг. Видът е заплашен е от изчезване. Тези пингвини живеят около 20 години в природата и до 30 години в зоологически градини.